# AMORE 〜恋せよ! 乙女達よ!!〜
『AMORE 〜恋せよ! 乙女達よ!!〜』（アモーレ こいせよ おとめたちよ）は、北原愛子の16枚目のシングル。

## 解説
- 前作から約1年の間隔をあけて出されたシングル。
- 北原は本作について「自分らしいラテンを夏にリリースしたかったので温めていました。「恋がしたい」と言う友人の話を耳にするので、きっと世の中そういう人も多いかと思って、そんな人たちの背中をポンと押せるような曲を作りたかった」とコメントしている[1]。
- 前作同様、初回生産分のみ「LOVE CARD」か「PEACE CARD」のどちらかが入っている。

## 批評
CDジャーナルは「軽快なパーカッションとコーラス、パワフルなブラスが炸裂するサウンドをバックに、ちょっと憂いをおびたボーカルが、恋する乙女の揺れる心を表わしている」と評した。

## 収録曲
1. AMORE 〜恋せよ! 乙女達よ!!〜
  - 作詞:北原愛子／作曲：平賀貴大／編曲:大賀好修
2. 恋の引力
  - 作詞:北原愛子／作曲:畑真也／編曲:古井弘人
3. キンセンカ
  - 作詞:北原愛子／作曲:三宅竜博／編曲:麻井寛史
4. AMORE 〜恋せよ! 乙女達よ!!〜(Instrumental)

## タイアップ
- 日本テレビ系列「汐留☆イベント部」テーマソング（2008年8月）
- 日本テレビ系列「ポシュレデパート深夜店」テーマソング（2008年8月）
- 千葉テレビ「美LIVE」エンディングテーマ（2008年8月）

## 参加ミュージシャン
- AMORE 〜恋せよ! 乙女達よ!!〜
  - 大賀好修(nothin' but love・OOM・Sensation):Guitar
  - 車谷啓介(三枝夕夏 IN db・Sensation):Percussion、Chorus
  - 岡崎雪:Chorus
  - Vamos Terrao:Chorus
- 恋の引力
  - 古井弘人(GARNET CROW):Keyboads
  - 岡本仁志(GARNET CROW):Guitar
  - 岡崎雪:Chorus
- キンセンカ
  - 麻井寛史(the★tambourines・Sensation):Bass
  - 大賀好修(nothin' but love・OOM・Sensation):Guitar
  - 岡崎雪:Chorus